# 克劳德·H·范·泰恩
克劳德·H·范·泰恩（1869年10月16日—1930年3月21日）是一位美国历史学家，密西根大学教授，专攻美國革命，主要作品有获得1930年普利策历史奖的《独立战争》（The War of Independence）等
。